# 43e législature du Manitoba
La 43e législature du Manitoba est un cycle parlementaire de l'Assemblée législative du Manitoba qui s'ouvre le 9 novembre 2023 à la suite des élections générales manitobaines de 2023 tenues le 3 octobre précédent. Cette élection donne lieu à la formation d'un gouvernement majoritaire du Nouveau Parti démocratique du Manitoba.

## Liste des députés
Les chefs de parti sont en italique. Les ministres sont en gras. Le premier ministre est les deux.
|  | Nom               | Parti   | Circonscription      |
|  | ----------------- | ------- | -------------------- |
|  | Jodie Byram       | PC      | Agassiz              |
|  | Nellie Kennedy    | NPD     | Assiniboia           |
|  | Josh Guenter      | PC      | Borderland           |
|  | Glen Simard       | NPD     | Brandon-Est          |
|  | Wayne Balcaen     | PC      | Brandon-Ouest        |
|  | Diljeet Brar      | NPD     | Burrows              |
|  | Bob Lagassé       | PC      | Chemin-Dawson        |
|  | Matt Wiebe        | NPD     | Concordia            |
|  | Ron Kostyshyn     | NPD     | Dauphin              |
|  | Jim Maloway       | NPD     | Elmwood              |
|  | Derek Johnson     | PC      | Entre-les-Lacs-Gimli |
|  | Tom Lindsey       | NPD     | Flin Flon            |
|  | Mark Wasyliw      | NPD     | Fort Garry           |
|  | Jennifer Chen     | NPD     | Fort Richmond        |
|  | Wab Kinew         | NPD     | Fort Rouge           |
|  | Obby Khan         | PC      | Fort Whyte           |
|  | Uzoma Asagwara    | NPD     | Gare-Union           |
|  | Ian Bushie        | NPD     | Keewatinook          |
|  | Rachelle Schott   | NPD     | Kildonan-River East  |
|  | Logan Oxenham     | NPD     | Kirkfield Park       |
|  | Konrad Narth      | PC      | La Vérendrye         |
|  | Wayne Ewasko      | PC      | Lac-du-Bonnet        |
|  | Tyler Blashko     | NPD     | Lagimodière          |
|  | Trevor King       | PC      | Lakeside             |
|  | Amanda Lathlin    | NPD     | Le Pas-Kameesak      |
|  | Jasdeep Devgan    | NPD     | McPhillips           |
|  | Lauren Stone      | PC      | Midland              |
|  | Greg Nesbitt      | PC      | Mont-Riding          |
|  | Carrie Hiebert    | PC      | Morden-Winkler       |
|  | Malaya Marcelino  | NPD     | Notre Dame           |
|  | Bernadette Smith  | NPD     | Point Douglas        |
|  | Jeff Bereza       | PC      | Portage-la-Prairie   |
|  | Jelynn Dela Cruz  | NPD     | Radisson             |
|  | Mike Moyes        | NPD     | Riel                 |
|  | Mike Moroz        | NPD     | River Heights        |
|  | Jeff Wharton      | PC      | Rivière-Rouge-Nord   |
|  | Billie Cross      | NPD     | Rivière-Seine        |
|  | Kathleen Cook     | PC      | Roblin               |
|  | Tracy Schmidt     | NPD     | Rossmere             |
|  | Robert Loiselle   | NPD     | Saint-Boniface       |
|  | Jamie Moses       | NPD     | Saint-Vital          |
|  | Richard Perchotte | PC      | Selkirk              |
|  | Renée Cable       | NPD     | Southdale            |
|  | Ron Schuler       | PC      | Springfield-Ritchot  |
|  | Grant Jackson     | PC      | Spruce Woods         |
|  | Adrien Sala       | NPD     | St. James            |
|  | Nahanni Fontaine  | NPD     | St. Johns            |
|  | Kelvin Goertzen   | PC      | Steinbach            |
|  | Rick Wowchuk      | PC      | Swan River           |
|  | Mintu Sandhu      | NPD     | The Maples           |
|  | Eric Redhead      | NPD     | Thompson             |
|  | Nello Altomare    | NPD     | Transcona            |
|  | Doyle Piwniuk     | PC      | Turtle Mountain      |
|  | Heather Stefanson | PC      | Tuxedo               |
|  | Cindy Lamoureux   | Libéral | Tyndall Park         |
|  | David Pankratz    | NPD     | Waverley             |
|  | Lisa Naylor       | NPD     | Wolseley             |